# Maria Dowbór-Lewandowska
Maria Dowbór-Lewandowska (ur. 31 października 1939 w Wilnie) – polska tenisistka, trzykrotna mistrzyni polski w deblu.

## Życiorys
Dowbór-Lewandowska w latach 1958–1968 była klasyfikowana w pierwszej dziesiątce rankingu Polskiego Związku Tenisowego, zajmując 2. miejsce w 1962. W swojej karierze reprezentowała MKT Łódź oraz ŁKS Łódź; jej trenerem był Bohdan Dowbór. Po zakończeniu kariery pracowała jako trenerka w MKT Łódź. Do jej największych sukcesów należy trzykrotne mistrzostwo Polski w deblu (1960, 1962, 1963) w parze z Danutą Szmidt–Calińską. Dowbór-Lewandowska zagrała w czwartym odcinku serialu „Stawka większa niż życie”, pt. „Café Rose”. Zagrała w nim tenisistkę – sparingpartnerkę agenta Christopulisa, którego zagrał Edmund Fetting. Scena nagrana została w parku im. księcia J. Poniatowskiego w Łodzi.

### Życie prywatne
Jej synem jest tenisista, mistrz Polski juniorów w deblu – Michał Lewandowski (ur. 1964).

## Sukcesy

### Debel
- (3x) Mistrzostwo Polski (1960, 1962, 1963) w parze z Danutą Szmidt–Calińską,
- (4x) Wicemistrzostwo Polski (1959, 1961, 1965, 1966) w parze z Danutą Szmidt–Calińską[1].

### Singel
- (1x) Wicemistrzostwo Polski (1962),
- (1x) Halowe wicemistrzostwo Polski (1963)[1].

### Drużyna
- (2x) Drużynowe mistrzostwo Polski (1966, 1967)[1] jako reprezentantka MKT Łódź, w składzie z: Tadeuszem Nowickim, Wielisławem Nowickim i Józefem Orlikowskim[2].